# TT Reuter III Live
TT Reuter III Live är ett musikalbum av bandet TT Reuter. Den släpptes 1980 på skivbolaget Heartwork.

## Låtlista
1. Nordpolens Gräns
2. Den Grekiske Fiskaren
3. 2000 År
4. Näring Åt Natur
5. Ge Mig ...
6. Pakistan
7. Jazz Är Farligt
8. Guldpojken
9. ... Dina Ögon

## Medverkande
- Peter Puders - Gitarr
- Henrik Venant - Sång, gitarr
- Peter Strauss - Trummor
- Peter Ivarss - Bas, kör